# Цириак, Ион
Ион Цириак (рум. Ion Țiriac; род. 9 мая 1939 в Брашове) — румынский теннисист, хоккеист, общественный деятель и бизнесмен. Победитель Открытого чемпионата Франции в мужском парном разряде (1970), с Илие Нэстасе), восьмикратный чемпион Румынии, трёхкратный финалист Кубка Дэвиса в составе сборной команды Румынии, заслуженный мастер спорта Румынии. Кавалер Ордена Труда I степени. В 1998—2004 годах — председатель Национального Олимпийского комитета Румынии.

## Спортивная карьера
Ион Цириак был одним из лидеров румынского тенниса, начиная с конца 1950-х годов. С 1959 года он входил в сборную Румынии в Кубке Дэвиса и до 1967 года восемь раз подряд выигрывал национальное первенство. Цириак, игрок бухарестского хоккейного клуба «Штиинца», был также членом сборной Румынии по хоккею, в частности, защищая цвета Румынии на Олимпиаде 1964 года в Инсбруке. Однако он довольно быстро осознал, что румынские хоккеисты, в отличие от теннисистов, почти никогда не выезжают за рубеж, и сделал окончательный выбор в пользу тенниса.
С начала проведения профессиональных туров Гран-При и World Championship Tennis (WCT) Цириак выиграл два входящих в них турнира в одиночном разряде (в Мюнхене в 1970 и в Мадриде в 1971 году). На его счету победы над такими грандами мирового тенниса, как Ананд Амритраж, Витас Герулайтис, Хуан Хисберт, Мануэль Орантес, Стэн Смит, Артур Эш. Однако основных успехов он достиг в парном разряде. В конце 60-х и начале 70-х годов его постоянным партнёром был Илие Нэстасе, один из ведущих теннисистов мира, и вместе они выиграли 11 турниров. В конце 70-х годов Цириак постоянно выступал с другим ведущим теннисистом, аргентинцем Гильермо Виласом, выиграв с ним в общей сложности восемь турниров. Ещё три турнира он выиграл с другими партнёрами, в общей сложности доведя свой лицевой счёт до 22 побед в парном разряде. Самым крупным достижением Цириака был выигрыш в 1970 году Открытого чемпионата Франции в паре с Нэстасе. Помимо этого, Цириак с Нэстасе играл в финале Открытого чемпионата Франции в 1966 году и ещё трижды доходил до полуфинала турниров Большого шлема: в 1968 и 1969 годах на «Ролан Гаррос» и в 1970 году на Уимблдоне. В смешанном парном разряде он дважды играл в финале Открытого чемпионата Франции: в 1967 году с Энн Хейдон-Джонс и в 1979 году, на закате карьеры, с Вирджинией Рузичи.
Цириак провёл за сборную Румынии по теннису в Кубке Дэвиса 109 игр за 19 лет выступлений с 1959 по 1977 год, 68 из них в одиночном разряде (40 побед) и 41 в парах (30 побед и всего 11 поражений). За время его выступлений за сборную румыны трижды (в 1969, 1971 и 1972 годах) доходили до финального матча Кубка Дэвиса, но каждый раз проигрывали в нём американцам, ведомым Стэном Смитом. После успехов 1970 года на Открытом чемпионате Франции и Уимблдонском турнире и второго в карьере выхода в финал Кубка Дэвиса он был удостоен в 1971 году Ордена Труда I степени.

### Участие в финалах турниров Большого шлема за карьеру (4)

#### Мужской парный разряд (2)
| Результат | Год  | Турнир                     | Партнёр      | Соперники в финале           | Счёт в финале |
| --------- | ---- | -------------------------- | ------------ | ---------------------------- | ------------- |
| Поражение | 1966 | Открытый чемпионат Франции | Илие Нэстасе | Кларк Гребнер Деннис Ралстон | 3-6, 3-6, 0-6 |
| Победа    | 1970 | Открытый чемпионат Франции | Илие Нэстасе | Чарли Пасарелл Артур Эш      | 6-2, 6-4, 6-3 |

#### Смешанный парный разряд (2)
| Результат | Год  | Турнир                     | Партнёр          | Соперники в финале            | Счёт в финале |
| --------- | ---- | -------------------------- | ---------------- | ----------------------------- | ------------- |
| Поражение | 1967 | Чемпионат Франции          | Энн Хейдон-Джонс | Билли-Джин Кинг Оуэн Дэвидсон | 3-6, 1-6      |
| Поражение | 1979 | Открытый чемпионат Франции | Вирджиния Рузичи | Венди Тёрнбулл Боб Хьюитт     | 3-6, 6-2, 3-6 |

### Титулы в турнирах Гран-При и WCT

#### Одиночный разряд
| №  | Год  | Турнир                                  | Покрытие | Соперник в финале | Счёт в финале      |
| -- | ---- | --------------------------------------- | -------- | ----------------- | ------------------ |
| 1. | 1970 | Открытый чемпионат Баварии, Мюнхен, ФРГ | Грунт    | Никола Пилич      | 2-6, 9-7, 6-3, 6-4 |

#### Парный разряд (22)

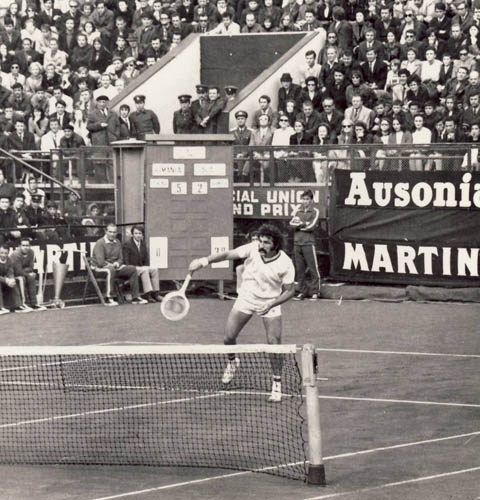
Цириак в финале Кубка Дэвиса, 1972 год

| №   | Дата         | Турнир                                             | Покрытие | Партнёр         | Соперники в финале            | Счёт в финале                 |
| --- | ------------ | -------------------------------------------------- | -------- | --------------- | ----------------------------- | ----------------------------- |
| 1.  | 2 фев 1970   | Филадельфия, США                                   | Ковёр    | Илие Нэстасе    | Деннис Ралстон Артур Эш       | 6-4, 6-3                      |
| 2.  | 16 мая 1970  | Открытый чемпионат Италии, Рим                     | Грунт    | Илие Нэстасе    | Билл Боури Оуэн Дэвидсон      | 0-6, 10-8, 6-3, 6-8, 6-1      |
| 3.  | 7 июн 1970   | Открытый чемпионат Франции                         | Грунт    | Илие Нэстасе    | Чарли Пасарелл Артур Эш       | 6-2, 6-4, 6-3                 |
| 4.  | 20 июля 1970 | Cincinnati Open, США                               | Грунт    | Илие Нэстасе    | Фрю Макмиллан Боб Хьюитт      | 6-3, 6-4                      |
| 5.  | 7 мар 1971   | Хэмптон, Виргиния, США                             | Хард (i) | Илие Нэстасе    | Кларк Гребнер Томас Кох       | 6-4, 4-6, 7-5                 |
| 6.  | 5 апр 1971   | Monte-Carlo Open, Монако                           | Грунт    | Илие Нэстасе    | Том Оккер Роджер Тейлор       | 1-6, 6-3, 6-3, 8-6            |
| 7.  | 6 фев 1972   | Канзас-Сити, США                                   | Хард (i) | Илие Нэстасе    | Мануэль Орантес Андрес Химено | 6-7, 6-4, 7-6                 |
| 8.  | 5 мар 1972   | Хэмптон (2)                                        | Хард (i) | Илие Нэстасе    | Мануэль Орантес Андрес Химено | 7-5, 7-5                      |
| 9.  | 24 апр 1972  | Открытый чемпионат Италии, Рим (2)                 | Грунт    | Илие Нэстасе    | Фрю Макмиллан Лью Хоуд        | 3-6, 3-6, 6-4, 6-3, 5-3 отказ |
| 10. | 14 авг 1972  | Открытый чемпионат Канады, Монреаль                | Грунт    | Илие Нэстасе    | Ян Кодеш Ян Кукал             | 7-6, 6-3                      |
| 11. | 2 апр 1973   | Валенсия, Испания                                  | Грунт    | Майк Эстеп      | Бернар Миньо Патрик Хомберген | 6-4, 1-6, 10-8                |
| 12. | 5 авг 1973   | Луисвилл, Кентукки, США                            | Грунт    | Мануэль Орантес | Кларк Гребнер Джон Ньюкомб    | 0-6, 6-4, 6-3                 |
| 13. | 17 янв 1977  | Балтимор, США                                      | Ковёр    | Гильермо Вилас  | Росс Кейс Ян Кодеш            | 6-3, 6-7, 6-4                 |
| 14. | 28 мар 1977  | Nice International Championships, Франция          | Грунт    | Гильермо Вилас  | Крис Кейчел Крис Льюис        | 6-4, 6-1                      |
| 15. | 14 апр 1977  | АТР Буэнос-Айрес, Аргентина                        | Грунт    | Войтек Фибак    | Лито Альварес Гильермо Вилас  | 7-5, 0-6, 7-6                 |
| 16. | 26 сен 1977  | Экс-ан-Прованс, Франция                            | Грунт    | Илие Нэстасе    | Патрис Домингес Рольф Норберг | 1-6, 7-5, 6-3, 6-3            |
| 17. | 3 окт 1977   | Кубок Арьямехра, Тегеран, Иран                     | Грунт    | Гильермо Вилас  | Фрю Макмиллан Боб Хьюитт      | 1-6, 6-1, 6-4                 |
| 18. | 21 ноя 1977  | АТР Буэнос-Айрес (2)                               | Грунт    | Гильермо Вилас  | Рикардо Кано Антонио Муньос   | 6-4, 6-0                      |
| 19. | 23 мая 1978  | BMW Open, Мюнхен, ФРГ                              | Грунт    | Гильермо Вилас  | Том Оккер Юрген Фассбендер    | 3-6, 6-4, 7-6                 |
| 20. | 25 сен 1978  | Экс-ан-Прованс (2)                                 | Грунт    | Гильермо Вилас  | Ян Кодеш Томаш Шмид           | 7-6, 6-1                      |
| 21. | 19 мар 1979  | Сан-Хосе, Коста-Рика                               | Хард     | Гильермо Вилас  | Ананд Амритраж Колин Дибли    | 6-4, 2-6, 6-4                 |
| 22. | 29 июл 1979  | Volvo International, Норт-Конвей, Нью-Хэмпшир, США | Грунт    | Гильермо Вилас  | Джон Садри Тим Уилкисон       | 6-4, 7-6                      |

### Участие в финалах командных турниров (3)

#### Поражения (3)
| №  | Год  | Турнир       | Команда                       | Соперник в финале                     | Счёт в финале |
| -- | ---- | ------------ | ----------------------------- | ------------------------------------- | ------------- |
| 1. | 1969 | Кубок Дэвиса | Румыния И. Нэстасе, И. Цириак | США Б. Лутц, С. Смит, А. Эш           | 0-5           |
| 2. | 1971 | Кубок Дэвиса | Румыния И. Нэстасе, И. Цириак | США Э. ван Дилен, С. Смит, Ф. Фрёлинг | 2-3           |
| 3. | 1972 | Кубок Дэвиса | Румыния И. Нэстасе, И. Цириак | США Э. ван Дилен, Т. Гормен, С. Смит  | 2-3           |

## Карьера после окончания активных выступлений
Деловую карьеру Цириак начал с того, что некоторое время вёл финансовые дела Илие Нэстасе. Начав тренировать пятнадцатилетнего Бориса Беккера, стал затем его менеджером. Он выступал посредником между Беккером и такими крупными компаниями спортивной одежды и снаряжения, как Puma и Ellesse, чьё сотрудничество с этим теннисистом благоприятно отразилось на их товарообороте. Был также менеджером Гильермо Виласа, Анри Леконта, Горана Иванишевича, Вирджинии Рузичи и Марата Сафина. В 1996 году он приобрёл лицензию на проведение в Румынии профессионального теннисного турнира, промоутером которого оставался до 2003 года. Он также был менеджером и промоутером турнира в Кицбюэле (Австрия) и турниров АТР высшей категории в Штутгарте, а затем в Мадриде.
После свержения режима Чаушеску Цириак, пользуясь своими связями в правящих кругах Германии, помогал организовывать торговлю между Румынией и этой страной, а затем и другими странами Запада. В определённый момент ему было предложено занять пост президента Румынии, но Цириак отказался: «Я был бы президентом десять дней, — объяснял он. — Потом меня бы сбросили». В 1991 году Цириак основал «Banca Ţiriac» (в настоящее время «UniCredit Ţiriac Bank») — первый частный банк в постсоциалистической Румынии, к 2003 году занимавший десятое место среди румынских банков по объёму капитала. В 1997 году начала перевозки частная авиакомпания «Ţiriac Air», специализирующаяся на бизнес-перевозках. Банк и авиакомпания, а также страховое агентство и фирмы, занимающиеся продажами автомобилей и недвижимости, образуют в настоящее время империю «Ţiriac Holdings». В 2005 году, по данным румынского журнала «Capital», Цириак был самым богатым человеком Румынии. Цириак входит в список миллиардеров журнала «Forbes»; в марте 2010 года он делил в этом списке 937-е место с капиталом, оценивающимся в один миллиард долларов США, а в предыдущих списках занимал и более высокие места.
В 1998 году Цириак был избран председателем Олимпийского комитета Румынии; эту должность он занимал до 2004 года, когда его сменил на президентском посту Октавиан Морариу.
В 2013 году имя Иона Цириака было включено в списки Международного зала теннисной славы в признание его вклада в развитие этого вида спорта.